# Inclacumab
L'inclacumab est un anticorps monoclonal dirigé contre la sélectine P, en cours de test dans les infarctus du myocarde.

## Mode d'action
La sélectine P est une protéine d'adhésion cellulaire située sur les membranes des cellules endothéliales et des plaquettes, favorisant l'union de ces dernières, ce qui pourrait favoriser la formation de l'athérome.

## Évaluation
Donné en une injection unique, avant un geste d'angioplastie motivée par un infarctus du myocarde sans onde Q, il réduit le niveau des enzymes myocardiques ce qui pourrait correspondre à un certain degré de protection cardiaque.

## Tolérance
La molécule semble bien être tolérée, sans majoration du risque de saignement.